# 도쿄 라이브 22시
《도쿄 라이브 22시》(일본어: トーキョーライブ22時 トーキョーライブにじゅうにじ[*])는 2014년 10월 19일부터 2015년 9월 27일까지 TV 도쿄에서 방송된 버라이어티 프로그램이다.

## 개요
2014년 3월 31일부터 4월 11일까지, 매주 월요일 ~ 금요일 23:58 ~ 24:55에 방송된, TV 도쿄 개국 50주년을 기념한 2주간의 평일 심야 한정 특별 프로그램 〈도쿄 라이브 24시〉의 레귤러판을 편성하게 되었다. 〈텔레비전과 시청자가 연결되다〉를 컨셉트로 그룹이 다른 쟈니즈 5명이 각 요일을 담당해, 시청자로부터의 고민에 응한다.
〈도쿄 라이브 24시〉는 쟈니즈 5명 외에, TV 도쿄의 새로운 마스코트·바나나 사원 나나나가 어시스턴트를 맡고 있다.
메인 기획은, 매일 바뀌는 MC가 정해진 테마에 따른 고민을 모집해, 해결책을 시청자 투표로 정하는 투표 라이브, MC가 만나보고 싶은 사람을 모집하는 집합 라이브의 두 가지이다.
2014년 4월도 갤럭시상 월간상, 〈소셜 TV 어워드 2014〉의 특별상을 수상했다.
오프닝 테마는, 쇼넨 나이프의 〈Top of the world〉.
《프랑스 오픈 테니스 2015》 기간 중에는 중계 방송이 되어, 시합의 진행 상황으로 연장해, 휴지의 가능성이 있어 생방송이 아닌 사전 수록에 의한 방송이 되었다. 2015년 5월 24일은 평소대로 방송되어, 5월 31일도 평소대로 방송 예정이었지만, 《프랑스 오픈 테니스 2015·남자 싱글스 4회전》 중계 때문에, 휴지가 되었다.
2015년 5월부터 스튜디오를 나와 도쿄 각지의 술집 거리로부터 생방송이 되었다. 그러나, 그것에 의해 주위에 혼란을 일으킨 것으로부터, 7월 5일부터는 TV 도쿄 현관 앞에서의 방송으로 돌아갔다. 8월부터는 사전 수록으로 방송하는 것이 되었고, 9월 27일의 방송에서 돌연 종료가 발표되어, 10월 18일부터는 나나나를 제외한 (목소리를 맡은 하카타 다이키치는 얼굴을 드러내고 속투) 출연자 전원이 속투한 새 프로그램 《~돌격! 처음 뵙겠습니다 버라이어티~이치겐 상》으로 바뀌는 것이 발표되었다.

## 출연자
- 마츠오카 마사히로 (TOKIO)
- 도모토 쯔요시 (KinKi Kids)
- 아이바 마사키 (아라시)
- 야스다 쇼타 (칸쟈니∞)
- 코야마 케이치로 (NEWS)
- 나나나 (목소리:하카타 다이키치)

## 방송 목록

### 도쿄 라이브 24시
| 회 | 방송일               | 모두 함께 고민 해결! 투표 라이브 | 모두 함께 고민 해결! 투표 라이브 | 있다면 만나고 싶어! 집합 라이브  | 한마디 메시지                       | 출연자                                          |
| 회 | 방송일               | 테마                             | 고민 내용 | 있다면 만나고 싶어! 집합 라이브  | 한마디 메시지                       | 출연자                                          |
| -- | -------------------- | -------------------------------- | --- | -------------------------------- | ----------------------------------- | ----------------------------------------------- |
| 1  | 2014년 3월 31일 (월) | 직장의 고민                      | 〈직장의 상사가 맨몸에 Y셔츠를 입어 땀으로 속이 비쳐 곤란하다!〉 (32세) 〈개그맨이 된다고 말한 55세의 아들과 콤비를 이루는 것으로…어떻게 하면 좋을까?〉 (77세) 〈일하는 도중 남자의 고간을 봐버린다……저 변태인가요?〉 (27세) | 뉴스가 된 일이 있는 사람         | 내가 회사를 그만두고 싶어진 순간    | 코야마 케이치로, 사이토 카즈야                  |
| 2  | 2014년 4월 1일 (화)  | 남자의 고민                      | 〈첫눈에 반한 여자에게 어떻게 말을 걸면 좋을까?〉 (20세) 〈완전 인기 많은 모델계인데 꿈 같은 게 없는 전 위험한가요?〉 (20세) 〈남자친구가 남자와 바람피우고 있는 걸지도 모른다……〉 (53세)                                    | 세계 제일이 된 적이 있는 사람    | 여자라면 좋았을텐데라고 생각한 순간 | 마츠오카 마사히로, 시마다 히로히사              |
| 3  | 2014년 4월 2일 (수)  | 여성의 고민                      | 〈연애 경험 제로인 제가 걸즈 토크에서 떠돌고 만다〉 (26세) 〈완전 스토커 기질인 나 더 이상 연애하지 않는 게 좋은가?〉 (33세) 〈중3인 아들과 함께 목욕 뭔가 문제 있나요?〉 (45세)                                             | 굉장한 경력을 갖고 있는 오네에   | 남자라면 좋았을텐데라고 생각한 순간 | 아이바 마사키, 코지마 히데키미, 오오쿠보 카요코 |
| 4  | 2014년 4월 3일 (목)  | 외로운 사람의 고민               | 〈엄마와 엄마의 남자친구에게 집에서 쫓겨났다〉 (21세) 〈외로워서 그만……엄마 엉덩이의 냄새를 맡아 버린다〉 (20세) 〈친아버지가 아니라는 걸 이미 눈치채고 있는데……〉 (29세)                                                    | 도모토 쯔요시와 닮은 사람        | 당신이 〈외롭다〉고 생각한 순간     | 도모토 쯔요시, 노자와 하루히                    |
| 5  | 2014년 4월 4일 (금)  | 도시에 적응하지 못하고 있는 고민 | 〈후쿠시마에서 상경 3개월 한 번도 지명이 들어오지 않는 호스트〉 (26세) 〈상경하고 16년, 아직까지도 도쿄의 행렬에 짜증이 난다〉 (34세) 〈인기 있는 친구에게 애니메이션 좋아하는 것을 커밍아웃 할 수 없다〉 (30세)             | 이 봄, 상경해온 미스○○           | 지방에 돌아가고 싶어진 순간         | 야스다 쇼타, 이타가키 류스케                    |
| 6  | 2014년 4월 7일 (월)  | 직장의 고민                      | 〈전원 짜증 최악 직장 계속 방치되어 있는 전……〉 (30세) 〈크루아상을 능숙하게 못 먹겠어요……〉 (39세) 〈초열혈 연하 상사에게 너무 혼나 마음이 꺾어질 것 같다……〉 (38세)                                                        | 탤런트 명감에 실려 있는 사람     | 일하면서 기쁜 순간                  | 코야마 케이치로, 모리타 쿄노스케, 카토 시게아키 |
| 7  | 2014년 4월 8일 (화)  | 남자의 고민                      | 〈상대해 주지 않는 아들들과 사이좋게 지내고 싶다〉 (54세) 〈잠꼬대가 너무 이상한 남편이 무섭다〉 (40세) 〈목소리가 여성 같은 나…남자답게 노래할 수 없다〉 (28세)                                                             | 전 아역                          | 남자라서 다행이라고 생각하는 순간   | 마츠오카 마사히로                               |
| 8  | 2014년 4월 9일 (수)  | 여자의 고민                      | 〈지금 전 남친 양쪽에서 구혼! 마음이 흔들리고 있습니다〉 (25세) 〈남편을 두근거리게 하기 위해, 단 미츠가 되고 싶은 44세 주부〉 (44세) 〈55킬로나 뺐는데 〈뚱뚱보는 좀…〉이라며 차였다〉 (22세)                               | 정말 미인인 ○○                   | 여자라서 다행이라고 생각하는 순간   | 아이바 마사키                                   |
| 9  | 2014년 4월 10일 (목) | 외로운 사람의 고민               | 〈외롭다 못해, 자신이 하는 모든 행동을 실황 중계해버린다.〉 (20세) 〈5살인 딸이 남편에게 〈대머리 되면 안 놀아〉 선언.〉 (38세) 〈사이 좋은 친구에게 왜인지 긴장. 즐겁게 있고 싶은데……〉 (20세)                              | 도모토 쯔요시와 생일이 같은 사람 | 가장 안심하는 순간                  | 도모토 쯔요시                                   |
| 10 | 2014년 4월 11일 (금) | 도시에 적응하지 못하고 있는 고민 | 〈스타벅스에서 긴장. 주문 방법이 너무 어렵다.〉 (31세) 〈오사카에 살고 6년. 아직까지 흥도 말도 무섭다.〉 (23세) 〈히로시마 출신. 도쿄의 티슈 배분이 정말 프로. 거절할 수 없다.〉 (23세)                                      | 이 2주간 행복해진 사람           | 도쿄 라이브 2주간의 감상            | 야스다 쇼타, 오오오카 유이치로                  |

### 도쿄 라이브 22시
| 회 | 방송일           | 출연자            |
| -- | ---------------- | ----------------- |
| 1  | 2014년 10월 19일 | 코야마 케이치로   |
| 2  | 2014년 10월 26일 | 도모토 쯔요시     |
| 3  | 2014년 11월 2일  | 야스다 쇼타       |
| 4  | 2014년 11월 9일  | 아이바 마사키     |
| 5  | 2014년 11월 16일 | 마츠오카 마사히로 |
| 6  | 2014년 11월 23일 | 아이바 마사키     |
| 7  | 2014년 11월 30일 | 코야마 케이치로   |
| 8  | 2014년 12월 7일  | 도모토 쯔요시     |
| 9  | 2014년 12월 21일 | 야스다 쇼타       |
| 10 | 2014년 12월 28일 | 마츠오카 마사히로 |
| 11 | 2015년 1월 18일  | 아이바 마사키     |
| 12 | 2015년 1월 25일  | 도모토 쯔요시     |
| 13 | 2015년 2월 1일   | 코야마 케이치로   |
| 14 | 2015년 2월 8일   | 야스다 쇼타       |
| 15 | 2015년 2월 22일  | 마츠오카 마사히로 |
| 16 | 2015년 3월 1일   | 아이바 마사키     |
| 17 | 2015년 3월 8일   | 야스다 쇼타       |
| 18 | 2015년 3월 15일  | 도모토 쯔요시     |
| 19 | 2015년 3월 22일  | 아이바 마사키     |
| 20 | 2015년 3월 29일  | 마츠오카 마사히로 |
| 21 | 2015년 4월 12일  | 코야마 케이치로   |
| 22 | 2015년 4월 19일  | 도모토 쯔요시     |
| 23 | 2015년 4월 26일  | 야스다 쇼타       |
| 24 | 2015년 5월 3일   | 마츠오카 마사히로 |
| 25 | 2015년 5월 10일  | 아이바 마사키     |
| 26 | 2015년 5월 17일  | 코야마 케이치로   |
| 27 | 2015년 5월 24일  | 마츠오카 마사히로 |
| 28 | 2015년 6월 7일   | 도모토 쯔요시     |
| 29 | 2015년 6월 14일  | 아이바 마사키     |
| 30 | 2015년 6월 21일  | 코야마 케이치로   |
| 31 | 2015년 6월 28일  | 야스다 쇼타       |
| 32 | 2015년 7월 5일   | 도모토 쯔요시     |
| 33 | 2015년 7월 12일  | 아이바 마사키     |
| 34 | 2015년 7월 19일  | 마츠오카 마사히로 |
| 35 | 2015년 8월 2일   | 야스다 쇼타       |
| 36 | 2015년 8월 9일   | 코야마 케이치로   |
| 37 | 2015년 8월 16일  | 도모토 쯔요시     |
| 38 | 2015년 8월 23일  | 아이바 마사키     |
| 39 | 2015년 8월 30일  | 마츠오카 마사히로 |
| 40 | 2015년 9월 6일   | 도모토 쯔요시     |
| 41 | 2015년 9월 13일  | 마츠오카 마사히로 |
| 42 | 2015년 9월 20일  | 아이바 마사키     |
| 43 | 2015년 9월 27일  | 야스다 쇼타       |

## 리틀 도쿄 라이브→리틀 도쿄 라이프
2014년 10월 8일부터, TV 도쿄에서 매주 수요일 23:58 ~ 24:45에 방송 중인 같은 컨셉트의 동생격 프로그램이다.
2015년 7월 1일부터, 현재의 타이틀로 개제했다.